# Noordelijk wortelknobbelaaltje
Het noordelijk wortelknobbelaaltje (Meloidogyne hapla) is een polyfaag wortelknobbelaaltje, dat spoelvormige, 1-6 x 0,5-5 mm grote wortelknobbeltjes vormt. Als de larve van het tweede larvale stadium de hoofdwortel binnendringt, gaat deze meestal vertakken. Hierdoor ontstaat er een bossig wortelstelsel. Het komt voor op de zand- en dalgronden. Dit wortelknobbelaaltje kan ook aardappelen aantasten, maar leeft verder op de wortels van andere planten (soorten uit de vlinderbloemenfamilie, mais en andere graansoorten). Mais en granen vermeerderen het aaltje echter niet. Meer dan 550 plantensoorten kunnen aangetast worden.

## Beschrijving
Het lichaam van het vrouwelijke aaltje is peervormig met een korte nek. De staart heeft weinig strepen maar wel met duidelijke puntjes die een gestippeld gebied vormen tussen de anus en het staarteinde. De phasmiden (eencellige bewegingscensoren) staat vrij ver uit elkaar. Het staarteinde van de mannelijke aaltjes is stomp. Phasmiden komen voor in de buurt van de cloaca. Het mannetje heeft een of twee testikels. De spicula zijn iets gebogen. Het proximaaleind van het gubernaculum is dikker dan het distaaleind. In sommige populaties komen de mannelijke aaltjes veel voor, in andere zijn ze afwezig.

## Levenscyclus

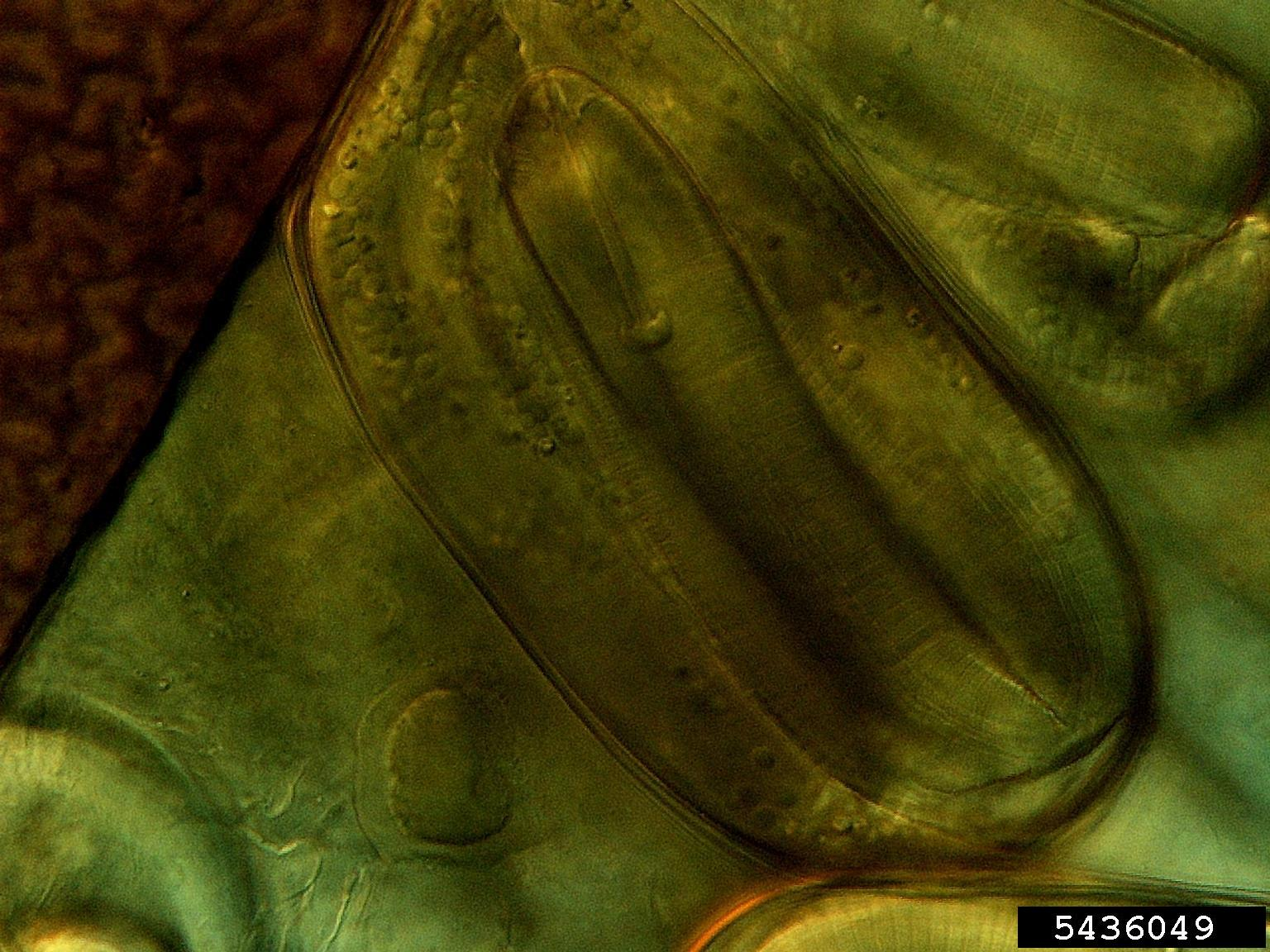
Eitje van een Heteroderidae-aaltje

Het noordelijke wortelknobbelaaltje doorloopt vijf stadia in hun levenscyclus (eifase, vier larvale stadia en daarna volwassenheid). Ze overleven de winter in eitjes in de grond. Het eerste larvale stadium vindt plaats in het ei. Wanneer de eitjes uitkomen - meestal wanneer de bodemtemperatuur 18 °C is - is het aaltje al in het tweede larvale stadium en gaat op zoek naar plantenwortels. Ze dringen het wortelstrekkingsgebied binnen en migreren in de wortel totdat ze een vaste verblijfplaats hebben gevonden. Signalen van de L2-aaltjes zorgen ervoor dat parenchymcellen in de buurt van de kop van het L2-aaltje meerkernig worden. voor het vormen van voedingscellen, algemeen bekend als reuzencellen, van waaruit de L2 en later de volwassen aaltjes zich voeden met hun stilet. Gelijktijdig met de vorming van reuzencellen, vormt het omringende wortelweefsel een gal (knobbel) waarin de zich ontwikkelende larve zit. De larven voeden zich met de reuzencellen met hun stilet ongeveer 24 uur nadat ze een vaste verblijfplaats hebben gevonden. Na verdere voeding ondergaan de L2-aaltjes morfologische veranderingen en worden ze bolvormig. Zonder verdere voeding vervellen ze drie keer en worden uiteindelijk volwassen. Bij vrouwtjes, die bijna bolvormig zijn, wordt de voeding hervat en ontwikkelt het voortplantingssysteem zich. De mannetjes kunnen zich vrij bewegen en verlatende de wortel nadat ze volwassen zijn geworden. Uiteindelijk worden de vrouwtjes zo groot dat een deel van hun lichamen uit de wortelhuid steekt en worden parelwitte lichaamspuntjes zichtbaar. De vrouwtjes leggen de eitjes in een gelatineuze massa geproduceerd door zes rectale klieren en afgescheiden voor en tijdens het leggen van de eieren. De gelatineuze massa vormt aanvankelijk een kanaal door de buitenste lagen van het wortelweefsel en omringt later de eieren, De gelatineuze massa vormt een barrière tegen waterverlies en zorgt door het hoge vochtgehalte dat de eieren niet uitdrogen. Naarmate de gelatineuze massa ouder wordt, verandert het van een kleverige, kleurloze gelei in een leerachtige, oranje-bruine substantie die gelaagd lijkt. Het ei bestaat uit één cel, met herkenbare volgende stadia van twee cellen, vier cellen en acht cellen. Verdere celdeling leidt tot het kikkervisjesstadium, waarbij door een verdere verlenging het eerste larvale stadium ontstaat. Het omhulsel van het ei bestaat uit drie lagen, met als buitenste laag de vitellinelaag, dan een chitine-achtige middelste laag en een binnenste laag bestaande uit lipiden. De vitellinelaag bestaat voornamelijk uit eiwitvezels, met eiwitreceptoren die nodig zijn voor de spermabinding die op hun beurt gebonden zijn aan spermaplasmamembraanreceptoren.
Nadat het eiomhulsel doorlaatbaar is geworden, kan de larve uit het ei komen met behulp van fysieke en/of enzymatische processen. Eitjes van de wortelknobbelaaltjes worden in het algemeen niet beïnvloed door de aanwezigheid van een gastheer, maar komen pas uit bij de juiste temperatuur en in aanwezigheid van water.